# Before I Forget
Before I Forget è un singolo del gruppo musicale statunitense Slipknot, pubblicato l'8 marzo 2005 come terzo estratto dal terzo album in studio Vol. 3: (The Subliminal Verses).
Il brano ha vinto un Grammy Award alla miglior interpretazione metal nello stesso anno.

## Video musicale
Il videoclip mostra il gruppo mentre esegue la canzone in un anonimo androne bianco senza maschere e con abiti normali; le riprese, tuttavia, sono eseguite in modo tale che i volti dei componenti non appaiano mai per intero. Accanto ad ogni membro c'è la maschera che lo caratterizza.

## Utilizzo nei media
Before I Forget è stata inserita all'interno di tre videogiochi: Guitar Hero III: Legends of Rock, Rock Band 3 e MotorStorm.

## Tracce
CD promozionale (Europa)
1. Before I Forget (Single Mix) – 3:37

CD promozionale (Stati Uniti)
1. Before I Forget (Single Mix) – 3:37
2. Before I Forget (Full-Length Single Mix) – 4:23

7" – parte 1 (Europa)
- Lato A

1. Before I Forget (Single Mix) – 3:37

- Lato B

1. The Blister Exists (Live) – 5:19

7" – parte 2 (Europa)
- Lato A

1. Before I Forget (Full-Length Single Mix) – 4:23

- Lato B

1. Three Nil (Live) – 4:55

## Formazione
- (#1) Joey – batteria, missaggio
- (#0) Sid – giradischi
- (#2) Paul – basso, cori
- (#4) James – chitarra
- (#6) Clown – percussioni, cori
- (#7) Mick – chitarra
- (#3) Chris – percussioni, cori
- (#5) 133 – campionatore, tastiera
- (#8) Corey – voce

## Classifiche
| Classifica (2005)             | Posizione massima |
| ----------------------------- | ----------------- |
| Regno Unito                   | 35                |
| Stati Uniti (alternative)     | 32                |
| Stati Uniti (mainstream rock) | 11                |